# Фишер, Фридрих Теодор
Фридрих Теодор Фи́шер (нем. Friedrich Theodor Vischer; 30 июня 1807, Людвигсбург — 14 сентября 1887, Гмунден) — немецкий философ
 и литературовед, эстетик и писатель
, академик.

## Биография
Фридрих Фишер родился в семье военного суперинтенданта. После того, как отец скончался от тифа, семья Фишеров переезжает в Штутгарт. Здесь Ф. Т. Фишер в 1825 году оканчивает гимназию. После этого он поступает в Тюбингенский университет, где изучает теологию, философию и филологию. В том же 1825 году Ф. Т. Фишер вступает в студенческое братство (буршеншафт) «Старые тюбингенцы» (Alten Tübinger). Во время обучения в Тюбингене он завязывает дружеские связи с рядом выдающихся деятелей немецкой культуры — Людвигом Уландом, Эдуардом Мёрике, Фридрихом Гёльдерлином, Юстинусом Кернером. В 1830 году Ф. Т. Фишер сдаёт первый государственный экзамен по теологии и награждается серебряной медалью. В 1832 году он оканчивает университет, став доктором теологии. В период с 1831 по 1834 года молодой учёный занимает ряд постов при евангелических организациях — викариате в Хоррхайме, работает доцентом теологии при семинарии в Маульбронне, затем совершает поездку по учебным заведениям Гёттингена, Праги, Вены, Берлина и Дрездена, остановившись, наконец, в Мюнхене. В 1834 году он — доцент в Тюбингене. Получив это место, Ф. Т. Фишер отказывается от предложенного ему места священника в Хоррхайме. В ноябре 1835 года он становится приват-доцентом по эстетике и немецкой литературе в Тюбингенском университете. В 1837 году выходит в свет его сочинение «О возвышенном и смешном…» (Über das Erhabene und das Komische). В том же 1837 году он становится внештатным профессором университета и, совместно с философом Давидом Фридрихом Штраусом, участвует в изданиях левогегельянских, направленного против «старых гегельянцев» Берлина и их главы Арнольда Руге альманахов Hallischen Jahrbücher für deutsche Wissenschaft und Kunst. В процессе этой работы, а также после конфликта, связанного с сочинением Ф. Т. Фишера «Старая и новая вера» (Der alte und der neue Glaube), происходит разрыв между Штраусом и Фишером.
В 1839—1840 годах учёный совершает путешествия по Греции и Италии, читает лекции на литературоведческие темы, в частности о творчестве Гёте и Шекспира. В 1844 году он становится полным профессором и получает кафедру эстетики и немецкой литературы в Тюбингене. В то же время его признание в исповедовании пантеизма привело к двухгодичному отстранению от занимаемой должности. В 1847 году учёный вновь приступает к чтению лекций. В этот период своей деятельности он также начинает заниматься политикой. В 1848 году он избирается депутатом Франкфуртского национального собрания, где представляет левых демократов и выступает с резкой критикой политики Отто фон Бисмарка.
В 1849 году Ф. Т. Фишер возвращается в Тюбинген, в 1855 он становится доцентом по эстетике и немецкой литературе в цюрихском Политехникуме. В 1857 году он заканчивает свой капитальный труд «Эстетика или наука о прекрасном» (Ästhetik oder Wissenschaft des Schönen) (в 6 томах). На это время приходятся его дружеские отношения с Готфридом Келлером, Якобом Буркхардтом, Готфридом Земпером, Рихардом Вагнером. Вскоре после выхода в свет «Эстетики…» Фридрих Фишер публикует психологический роман «Ещё один» (Auch Einer), ставший чем-то вроде бестселлера своего времени. В 1858 и 1860 годах он совершает учебные поездки по Италии, в 1862 — на север Германии, на остров Нордерней. В том же году он пишет сатиру на вторую часть гётевского «Фауста» — «Фауст. Трагедия третьей части» (Faust. Der Tragödie dritter Teil). Также Фишер создаёт свою сатирическую пьесу на темы их жизни священника Nicht Ia на швабском диалекте; она была напечатана лишь в 1884 году и выдержала ряд переизданий. Свои литературные произведения автор подписывает псевдонимами Филипп У. Шартенмайер (Philipp U. Schartenmayer) и Дойтобольд Симболицетти Аллегориович Мистифицинский (Deutobold Symbolizetti Allegoriowitsch Mystifizinsky).
В 1864 году Ф. Т. Фишер становится членом Баварской академии наук. В 1866 он повторно назначается профессором Тюбингенского университета. В 1867, 1870 и 1881 учёный совершает поездки по северной Италии. В 1870 он безуспешно баллотируется в ландтаг Вюртемберга. В том же году вюртембергский король награждает учёного орденом Вюртембергской короны с рыцарским крестом I класса и производит его в дворянство. В 1887 году, к своему 80-летию, Ф. Т. Фишер был также награждён комтурским крестом ордена Фридриха.
Учёный скончался во время поездки в Венецию от тяжёлого инфекционного заболевания.

## Память
В честь героя романа Фридриха Фишера «Ещё один» (нем. Auch Einer) назван астероид (500) Селинур, открытый в 1903 году. В честь другого героя этого же романа назван астероид (501) Урхиксидур, открытый в том же году.
В честь героини этого же романа назван астероид (502) Сигуна, открытый в том же году. Все 3 астероида открыл немецкий астроном Макс Вольф в обсерватории Хайдельберг-Кёнигштуль.

## Сочинения
- 1837: Über das Erhabene und das Komische und andere Texte zur Philosophie des Schönen
- 1844: Kritische Gänge
- 1846: Ästhetik oder Wissenschaft des Schönen. 6 Teile
- 1860: Kritische Gänge. Neue Folge. 6 Hefte
- 1862: Faust. Der Tragödie dritter Teil. Treu im Geiste des zweiten Theils des Goethe’schen Faust gedichtet von Deutobold Symbolizetti Allegoriowitsch Mystifizinsky.
- 1874: Mein Lebensgang
- 1879: Auch Einer. Eine Reisebekanntschaft. 2 Bde.
- 1881: Altes und Neues. 3 Hefte
- 1882: Lyrische Gänge
- 1884: Nicht Ia. Schwäbisches Lustspiel in drei Aufzügen
- 1889: Altes und Neues. Neue Folge